# 悠閒風行航空
悠閒風行航空（Air Leisure）是一家埃及的包機航空公司，成立於2014年，於2015年正式營運，以開羅國際機場為樞紐機場，主要營運中國、中東包機航班。

## 外部連結
- 悠閒風行航空的Facebook專頁